# Frank Schültge

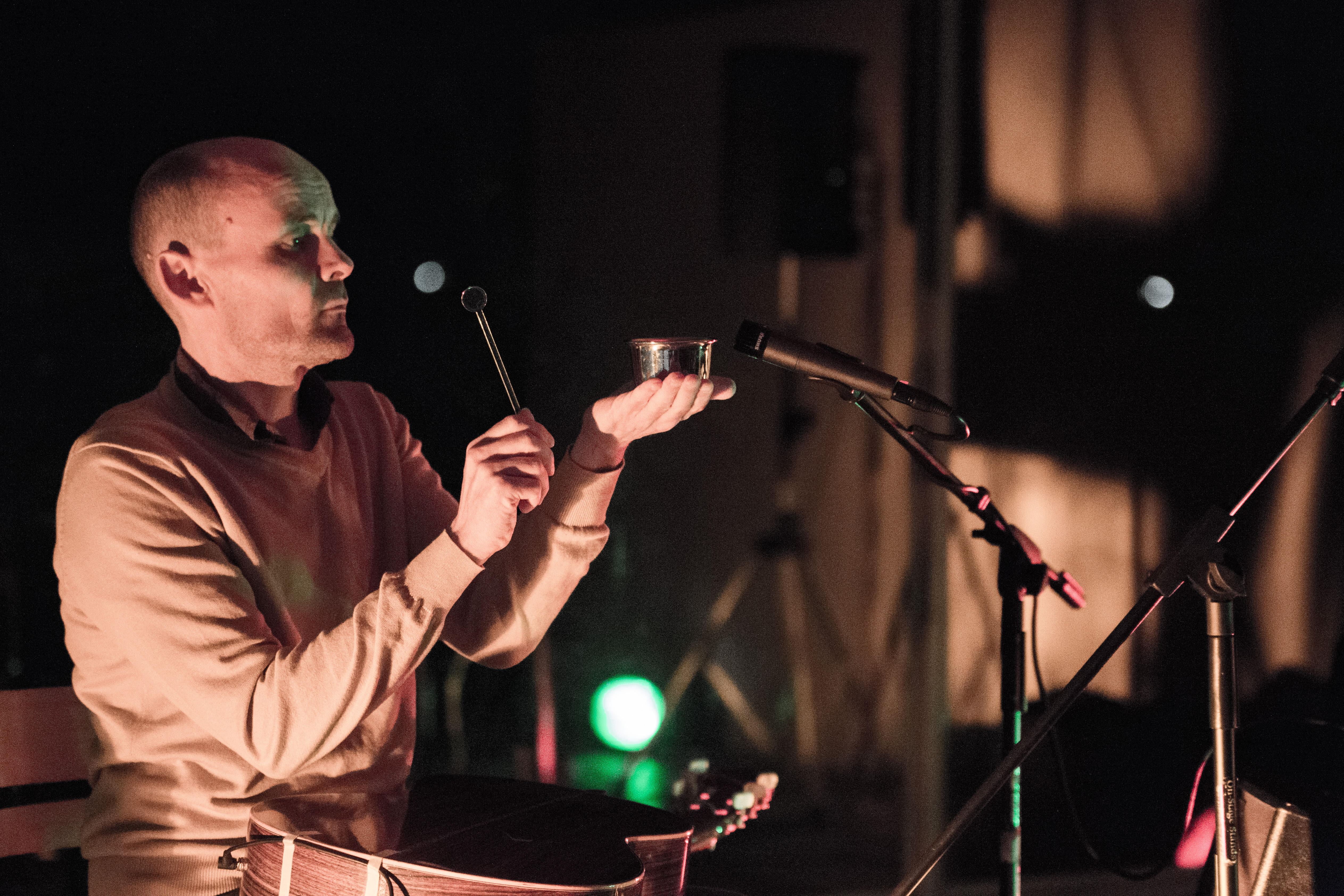
Frank Schültge 2014 in Jena

Frank Schültge (* 16. Juli 1968 in Bremen) ist ein deutscher Autor, Musiker und Produzent und arbeitet unter dem Künstlernamen F.S.Blumm.

## Biografie
Schültge erhielt in seiner Jugend klassischen Gitarrenunterricht, entwickelte aber ein immer größeres Interesse an Noise, einem musikalischen Musikgenre, das den Ton oder den Klang durch Geräusche ersetzt, häufig unter Verzicht auf Melodien oder Rhythmus. Er  spielte in verschiedenen Formationen, die sich am Sound von Sonic Youth, The Melvins und später auch Gastr Del Sol orientierten.
1990 begann Schültge ein Lehramtsstudium der Musik und Kunst und beschloss es 1996 mit dem 1. Staatsexamen. 1997 zog er nach Berlin, um sich auf eine Tätigkeit als freier Musiker und Komponist zu konzentrieren.
Schültge fand sich schnell in unterschiedlichen Kollaborationen wieder. Mit dem Kölner Multi-Instrumentalisten Harald „Sack“ Ziegler bildet er das Duo Sack & Blumm und mit dem Berliner Marcel Türkowsky rief er die Instrumental-Band Kinn ins Leben. Er begann zu dieser Zeit auch als F.S.Blumm solo in Erscheinung zu treten.
Daneben schrieb und produzierte Schültge zusammen mit Christian Berner Hörspiele für den Öffentlich-Rechtlichen Rundfunk, u. a. SWR, WDR und Deutschlandradio, für die sie mit Preisen, Stipendien und Förderungen ausgezeichnet wurden.
2007 machte Thomas Morr, der Gründer des bekannten Independent-Plattenlabels Morr Music, Schültge mit der Musikerin Ella Blixt bekannt. Beide beschlossen gemeinsam als Bobby & Blumm Musik zu machen und nahmen ihr Debütalbum Everybody loves.. auf, das im April 2008 bei Morr Music erschienen ist. 2010 brachten Bobby & Blumm das Album A Little Big heraus. Auf beiden Alben lieferte das Duo minimalistische Folk-geprägte Songs.
2008 arbeitete Schültge mit Jana Plewa von The Kat Cosm zusammen. Sie brachten als Debüt-Album Swaying Boldly Afar heraus, das bei dem japanischen Label Plop erschienen ist. Als Gastmusiker sind Sven Kacirek und Harald Ziegler vertreten. Es entstand eine besondere Folkmusik, instrumentiert mit Gitarre, Banjo, Cello, Klavier, Bassklarinette, Horn und Schlaginstrumenten.

## Diskographie

### Solowerke
- 1998: Esst Obst EP (Tomlab)
- 2000: Bettvanille Weiter EP (Tomlab)
- 2000: Six Mbiras Split-CD (Tomlab)
- 2001: Mondkuchen CD (Morr Music)
- 2002: Ankern CD (Staubgold)
- 2004: …And Friends – Sesamsamen CD (Plop)
- 2005: Zweite Meer CD (Morr Music)
- 2006: Summer Kling CD (Morr Music)
- 2010: Up Up Treasures Split-CD (Poprebop)
- 2013: Food
- 2013: Up Up And Astray CD (Pingipung)

### Kollaborationen
- 1994: Die Auch: Im Ernst LP (n.Ur-Kult)
- 1998: Sack & Blumm: Die fünfte Dengelophonie EP (Dhyana)
- 1999: Sack & Blumm: Sylvester Orchester 2000 EP (Staubgold)
- 1999: Sack & Blumm: Sack & Blumm CD (Tomlab)
- 1999: Ström: Hönigtier/Fensterkreuz EP (Dhyana)
- 2000: Ström: Wellenbrecher CD (Klangkrieg)
- 2000: Sack & Blumm: Shy Noon CD (Gefriem)
- 2000: Sack & Blumm: 2x5 EP (Staubgold)
- 2000: Rebresch & Blumm: Hörcomics CD (Plattenmeister)
- 2001: Sack & Blumm: Zack Bumm (Tokuma)
- 2002: Blumm & Möbius: 20 Locked Grooves CD (Happy Zloty Records)
- 2003: Sack & Blumm: Kind Kind CD (Staubgold)
- 2003: Kinn: Kinn CD (Audio Dregs)
- 2005: Kinn: Karlshorst CD (Audio Dregs)
- 2007: Anne Laplantine & F.S.Blumm: FA EP (Alien Transistor)
- 2007: F.S.Blumm & Luca Fadda: F.S.Blumm meets Luca Fadda CD (Ahornfelder)
- 2008: Old Splendifolia: Swaying Boldly Afar CD (Plop)
- 2008: Bobby & Blumm: Everybody Loves … CD (Morr Music)
- 2009: Sack & Blumm: Returns CD (Staubgold)
- 2009: David Grubbs & F.S.Blumm: Back To The Plants CD (Ahornfelder)
- 2010: Bobby & Blumm: A Little Big CD (Sound Of A Handshake)
- 2010: F.S.Blumm & Nils Frahm: Music For Lovers Music Versus Time CD (Sonic Pieces)
- 2010: F.S.Blumm + Bradien: Up Up Treasures|Trim (Poprebop Records)
- 2011: F.S.Blumm / Lucrecia Dalt*: Cuatro Covers EP (La Bèl Netlabel)
- 2013: F.S.Blumm & Nils Frahm: Music For Wobbling Music Versus Gravity CD (Sonic Pieces)
- 2014: Springintgut & F.S. Blumm: The Bird And White Noise (Night Cruising, Pingipung)
- 2015: F.S. Blummbastic* Feat. Hey: Riddims And Biscuits (Pingipung)
- 2015: Ansgar Wilken & Frank Schültge Blumm: Zwei Hoch Eins Haus (Vintermusik)
- 2016: F.S. Blumm & Nils Frahm: Tag Eins Tag Zwei (Sonic Pieces)

## Hörspiele
- 2008: Mit Jan Theiler: Wurfsendung 108: Im Wartesaal der Gerechtigkeit. Regie: Mit Jan Theiler, Mitwirkende: Tonio Arango, Katharina Burowa, Christian Gaul, Steffen Scheumann, EIG 2008.
- 2014: Mit Christian Berner: Paul Browski und die Monotonie des Yeh Yeh Yeh – Regie: Mit Christian Berner (Hörspiel – Autorenproduktion für SWR)